# Mysmena tasmaniae
Mysmena tasmaniae är en spindelart som beskrevs av Hickman 1979. Mysmena tasmaniae ingår i släktet Mysmena och familjen Mysmenidae.
Artens utbredningsområde är Tasmanien. Inga underarter finns listade i Catalogue of Life.